# Dendrophleps
Dendrophleps é um gênero de traça pertencente à família Arctiidae.